# Quelli belli come noi/Questa sinfonia
Quelli belli come noi/Questa sinfonia è il 26º singolo della cantante italiana Carmen Villani, pubblicato dalla Cetra (catalogo SP 1414) nel 1969.

## I brani

### Quelli belli come noi
Quelli belli come noi, presente sul lato A del disco, è il brano usato come sigla del programma televisivo Canzonissima 1969 e inciso anche da Johnny Dorelli (come lato B del 45 giri Domani che farai), Rita Pavone (in Quelli belli come noi/Dimmi ciao bambino) e, originariamente, Alice & Ellen Kessler (in Quelli belli come noi/La sveglia del cuore). Il testo è del trio Terzoli-Vaime-Verde e la musica di Bruno Canfora, mentre l'orchestra e il coro sono diretti dal Mº Nello Ciangherotti.

### Questa sinfonia
Questa sinfonia è il brano presente sul lato B del disco. Ed è la cover italiana di Symphonie, che è un successo del francese F.R. David risalente a 2 anni prima. La versione di Carmen Villani è già stata pubblicata come retro dei singoli Mi va di cantare ed È la vita di una donna, entrambi del 1968. L'adattamento in italiano è di Leo Chiosso, mentre il testo originale è del duo Charden-Thomas e la musica del solo Éric Charden. L'arrangiamento e la direzione orchestrale sono del Mº Giancarlo Chiaramello.

## Tracce
Lato A
1. Quelli belli come noi (Sigla TV di Canzonissima 1969) – 3:21 (edizioni musicali Curci)

Lato B
1. Questa sinfonia (Symphonie) – 2:17 (edizioni musicali Usignolo)